# سانگیبوتو
سان گی بوتو جلگه‌ای بود زراعتی و حاصلخیز. کوه‌هایی که آن را از درّهٔ ارس جدا می‌کردند و رشته جبالی که به موازات مدار قرار داشت - با گردنهٔ قتور - ناحیهٔ مزبور را از فلات ارمنستان مجزا می‌نمود، در عهد باستان کاملاً پوشیده از جنگل انبوه بود. اکنون ناحیهٔ شهرهای کنونی خوی، مرند، سلماس و قطور از اراضی سانگی‌بوتو بشمار می‌روند این ناحیه را آشوریان سان‌گی‌بوتو می‌نامیدند و از قرن نهم تا پایان قرن هشتم پ. م. کاملاً جزو اورارتو بوده‌است و سرنوشت آن بعد از آن تاریخ تا دوران سقوط آشور و اورارتو روشن نیست.

## سانگی‌بوتو در زمان اورارتو

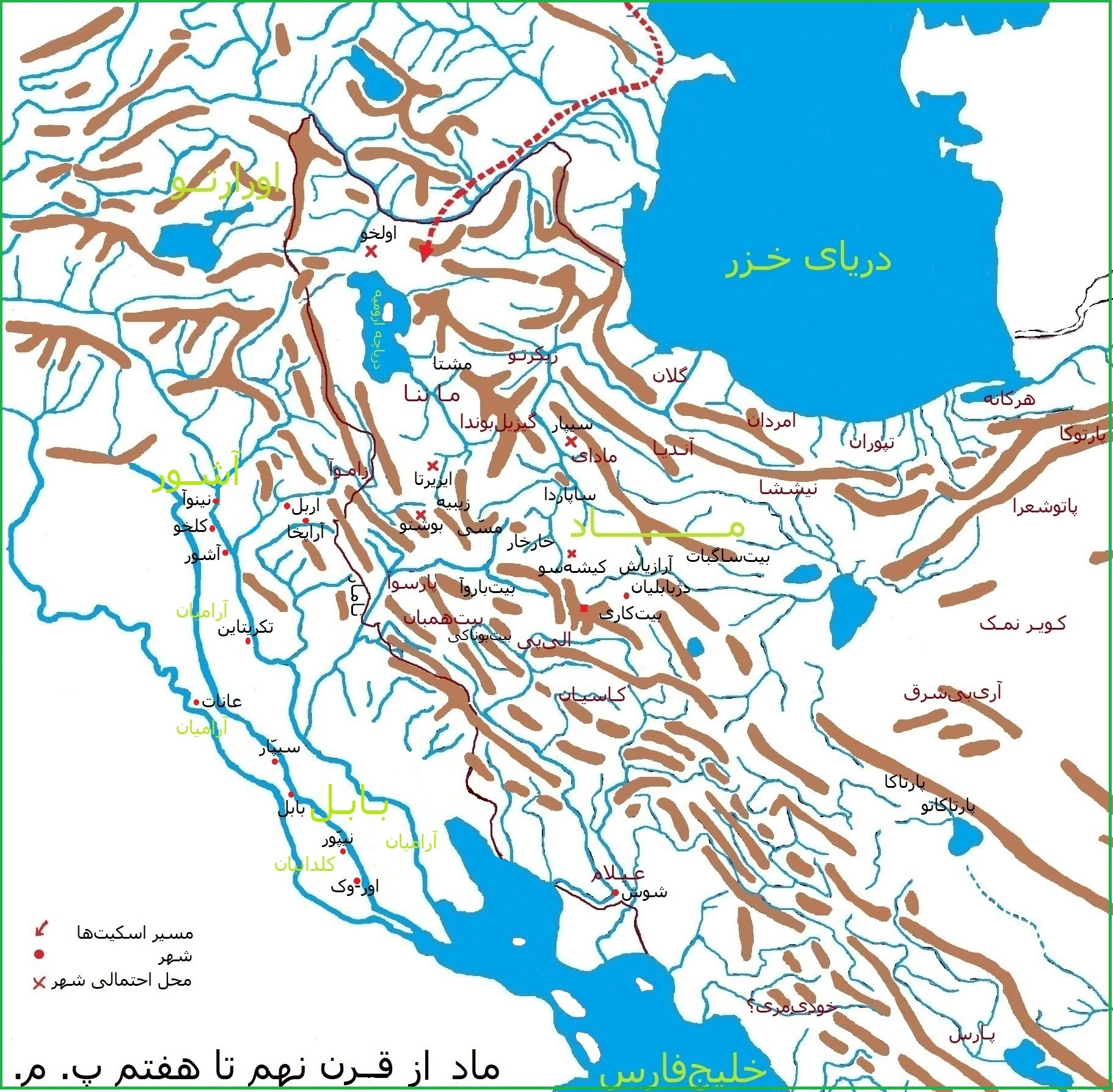
نقشه قرن ۹ تا ۷ پ. م. سانگی‌بوتو شمال دریاچه اورمیه

سرزمین سانگی‌بوتو از زمان مینوآ یعنی از یک صد سال پیش‌تر از - ۷۱۵ پ. م. - به اورارتو تعلق داشت و مهم‌ترین شهر آن اولخو بود که بوسیلهٔ دژ سارودری‌خورد از آن دفاع می‌شد. شاهان اورارتو در این شهر کاخی بنا کرده بودند. نگارندهٔ سالنامه‌های سارگون دوم به کارهای بزرگ و کوشش فراوانی که اورارتوئیان برای آبیاری این سرزمین و حفر جوی‌ها و ترعه‌ها و قنوات و ایجاد بند و سدّ و غیره به عمل آورده بودند اشاره می‌کند. پیرامون شهر اولخو یکپارچه باغهای شکوفان و تاکستان و مرتع سرسبز بود آشوریان تمام این‌ها را سوزانده پایمال نمودند و غارت و ویران کردند. دهکده‌های کوچک اطراف و قلعهٔ  ساردوری‌خورد  نیز دچار سرنوشت اولخو گشتند ولی مردم آن فرارکردند و در کوهستان پنهان شدند.

## رونق و آبادانی سانگی‌بوتو
ترعه‌های احداثی اورارتوها هنور هم مورد استفادهٔ اهالی قفقاز می‌باشد. شاهد بارز، اینکه نیروهای تولیدی در تحت حکومت اورارتوئیان چه گام‌های بزرگی به پیش بر می‌داشت همانا گفته‌های دشمنان ایشان یعنی آشوریان در وصف رونق و شکفتگی دهکده‌های ناحیهٔ  سانگی بوتو است. بطوریکه متن سارگون‌دوم حکایت می‌کند، در این نواحی پیشرفتهٔ زراعی، ثروت‌های کلان در دست بخشی از مردم گرد آمده بود و ظاهراً تأسیسات اقتصادی کالایی عظیمی وجود داشت
در چنین شرایطی تکامل و پیشرفت طبقات مسلماً به مراتب بیش از سرزمین اتحادیه قبایل ماد بوده‌است. ممکن است که در خاک اصلی ماننا که شرایط موجود برای زراعت و پیشه‌ها - اگر بهتر از سانگی‌بوتو نبود - بدتر نبوده، تکامل و پیشرفت اجتماعی به مراتب عالیتر از نقاط ماد شرقی بوده‌است.